# 鋼鉄帝国
『鋼鉄帝国』（こうてつていこく）は、1992年3月13日に日本のホット・ビィから発売されたメガドライブ用横スクロールシューティングゲーム。
18XX年を舞台に自機の「エトピリカ」および「ゼッペロン」を操作し、軍事国家モーターヘッドの侵略からシルバーヘッド共和国を守る事を目的としている。スチームパンクに影響された独特の世界観や自機のレベルアップ制などを特徴としている。
開発はホット・ビィが行い、プロデューサーはX68000用ソフト『スーパー上海 ドラゴンズアイ』（1990年）を手掛けた朝長彰教、コ・ディレクターはファミリーコンピュータ用ソフト『オーバーホライゾン』（1991年）を手掛けた佐武義訓、音楽はファミリーコンピュータ用ソフト『オペレーションウルフ』（1989年）を手掛けた溝口功、メガドライブ用ソフト『ブルーアルマナック』（1991年）を手掛けた窪寺義明および岩垂徳行が担当している。
後にリメイク版として、ゲームボーイアドバンス用ソフト『鋼鉄帝国 from HOT・B』（2004年）、ニンテンドー3DS用ソフト『鋼鉄帝国 STEEL EMPIRE for 3DS』（2014年）、Windows用ソフト『鋼鉄帝国 STEEL EMPIRE』（2017年）が発売された。

## ゲーム内容
軍事国家モーターヘッド帝国の侵略にシルバーヘッド共和国が抵抗していく、スチームパンク横スクロールシューティングゲーム。架空の小説『Steel Empire（邦題：鋼鉄帝国）』を原作とした映画という体をとっている。無声映画調のオープニング映像の下部にはテーマソングの楽譜が流れ、エンディングも映画のようなスタッフロールになっている。エンドテロップでは「ドルビーサラウンド」マークに似せた「キューブステレオ」マークが表示される。
通常ショットは前後に撃ち分けができる。またレベルアップシステムを導入しており、自機の成長に応じてショットの範囲が広がり、バイタリティーゲージ（耐久力）の上限も上がっていく。上昇したレベルは自機がやられても下がらないので、ゲームの難度は高くない。

## 登場キャラクター

### 自機等
- エトピリカ - 高速戦闘機[2]。
- ゼッペロン - 飛行船。移動は遅いが攻撃力に優れる[2]。
- ラインハルト - エトピリカおよびゼッペロンの母艦である飛行空母。
- イマミオサンダー - 画面上の敵にダメージを与えるボム。「イマミオ」は「お見舞い」を逆さに読んだ造語[2]。

## 他機種版
| # | タイトル                         | 発売日                                      | 対応機種               | 開発元     | 発売元                                  | メディア                        | 型式                  | 備考                                     |
| - | -------------------------------- | ------------------------------------------- | ---------------------- | ---------- | --------------------------------------- | ------------------------------- | --------------------- | ---------------------------------------- |
| 1 | 鋼鉄帝国 from HOT・B             | 2004年4月30日 PAL 2005年8月12日             | ゲームボーイアドバンス | ホットビィ | スターフィッシュ Zoo Digital Publishing | ロムカセット                    | AGB-BKTJ-JPN AGB-BKTP |                                          |
| 2 | 鋼鉄帝国 STEEL EMPIRE for 3DS    | 2014年3月19日 2014年7月31日 2015年12月17日} | ニンテンドー3DS        | メビウス   | 甲南電機製作所 テヨン                   | ダウンロード                    | -                     |                                          |
| 3 | 鋼鉄帝国 STEEL EMPIRE            | 2017年6月29日 0 2018年9月13日               | Windows                | メビウス   | メビウス テヨン                         | DVD-ROM                         | DMEB-0002             |                                          |
| 4 | 鋼鉄帝国-STEEL EMPIRE-クロニクル | 2025年7月31日                               | Nintendo Switch        | メビウス   | メビウス                                | Switchゲームカード ダウンロード |                       | 『鋼鉄帝国クラシック』をカップリング収録 |

ゲームボーイアドバンス版『鋼鉄帝国 from HOT・B』
ホット・ビィのスタッフがスターフィッシュに移籍し移植。基本的な内容はメガドライブ版と同じだが、一部のボスキャラクターのデザインに修正を加えたり、まったく別のボスに差し替えるなどの変更点がある。また、テキストに漢字表記が導入されているほか、後述する6面での機体変更が不可能になっている。
メガドライブ版と比べてゲーム機の画面が小さいため、キャラクターが大きく感じられて迫力がある反面、自機の移動範囲が狭くなって難度が上がっている。
ニンテンドー3DS版『鋼鉄帝国 STEEL EMPIRE for 3DS』
グラフィック（立体視や解像度など）の調整や初心者向けモードが追加された。
Nintendo Switch版『鋼鉄帝国-STEEL EMPIRE-クロニクル』
オリジナル及び過去のリメイク版をベースとした新規リメイク『鋼鉄帝国HD』を収録する他、メガドライブ版、ゲームボーイアドバンス版およびファミリーコンピュータ用ソフト『オーバーホライゾン』がひとつになった『鋼鉄帝国クラシック』を収録。ダウンロード版では『鋼鉄帝国HD』『鋼鉄帝国クラシック』がそれぞれ別途販売される。

## 開発
企画開始段階からスチームパンク作品であることは決まっていたが、当初はシステム重視の作品となる予定だった。しかし当時のホット・ビィはプログラムのレベルがあまり高くなかったので、新しいことや凝ったことを手がける余裕がなく、世界観重視の作風へと移行した。
5面の冒頭で母艦ラインハルトが自機をかばって撃墜されてしまうが、6面の途中で帰艦不能のはずなのに自機セレクト画面が入るミスがあり、制作者の佐武義訓は悔やんでいる旨を述べている。
アーケード版も制作されていたが、その途中でスーパーファミコン用ソフト『バズー!魔法世界』（1993年）のプログラマーが逃亡した穴を埋めるために人員が割かれてしまい、そうこうしているうちにホット・ビィが倒産して開発中止となった。

## スタッフ
- ディレクター：N.YAMAGUCHI
- コ・ディレクター：佐武義訓
- プロデューサー：朝長彰教
- エグゼクティブ・プロデューサー：栗山潤
- スクリーンプレイ：K.ASAI
- 音楽：株式会社キューブ
- ミュージック・コンポーザー：溝口功、窪寺義明、岩垂徳行
- 特殊効果音：曳地正則
- 再レコーディング・エンジニア：渋谷道玄
- プロダクション・スーパーバイザー：朝長彰教
- オペレーティング・カメラマン：Y.HIRASAWA、T.SUZUKI
- 現場撮影監督：遠藤きみひろ
- コンセプチュアル・アーティスト：Kemono Itas
- アート・ディレクター：初谷諭
- セット・ディレクター：K.NISHI
- マットペインティング・スーパーバイザー：V.BESTIE
- モデルショップ・スーパーバイザー：S.RIOT H.（初谷諭）
- コンストラクション・マネージャー：M.YOROZUYA
- ヘッド・エフェクト・アニメーション：N.YAMAGUCHI
- ステディカムプレート撮影：K.SUGANUMA、N.NAKANE、朝長彰教

## 評価
メガドライブ版
ゲーム誌『ファミコン通信』の「クロスレビュー」では、6・8・7・5の合計26点（満40点）となっており、レビュアーからはグラフィック面に関して好意的な評価が挙げられたが、「プレーヤーの操作感がとても軽い」と操作性に関して一部不満の声が挙げられた他、シューティングゲームとして特色がない事を指摘した上で「これが惜しい」と否定的に評価された。
ゲーム誌『メガドライブFAN』の読者投票による「ゲーム通信簿」での評価は以下の通りとなっており、22.72点（満30点）となっている。
| 項目 | キャラクタ | 音楽 | 操作性 | 熱中度 | お買得度 | オリジナリティ | 総合  |
| 得点 | 4.02       | 3.84 | 3.67   | 3.78   | 3.59     | 3.82           | 22.72 |
ゲーム本『メガドライブ大全』（2004年、太田出版）では、本作を「まさにスチームパンクを舞台とした横スクロールシューティング」と位置付けており、ライフ制やレベルアップ制の導入に関して「初心者にも配慮されている」と肯定的に評価した他、「セピア色にかすんだ映画を模したオープニングも必見」とグラフィックや演出面に関しても肯定的に評価した。
ゲームムック『懐かしのメガドライブ 蘇れメガドライバー!!』（2018年、マイウェイ出版）では、「鋼鉄のように固い巨大戦艦との持久戦は、狭い行動範囲内で適格な操作も求められるが、小さな自機が巨大戦艦をぶっ壊して画面全体を覆いつくす爆破エフィクトが表示される瞬間は爽快だ」、「派手さや華はないが、渋い世界観を好む層に支持され、じわじわと人気作となった」と評されている。
ゲームボーイアドバンス版
ゲーム誌『ファミ通』の「クロスレビュー」では合計26点（満40点）となっている。